# Mia Dimšić
Mia Dimšić  også kendt som Mia (født 7. november 1992) er en kroatisk sanger, og sangskriver. Hun har repræsenteret Kroatien ved Eurovision Song Contest 2022 i Torino med sangen "Guilty Pleasure" og kom på en 11. plads i semifinal 1 og kvalificerede sig ikke til finalen.